# Smalle waterweegbree
De smalle waterweegbree (Alisma gramineum) is een vaste plant uit de waterweegbreefamilie (Alismataceae). De soort komt voor in de gematigde gebieden op het Noordelijk halfrond. Het aantal chromosomen is 2n=14.  De plant staat op de Nederlandse Rode Lijst van planten als vrij zeldzaam en stabiel of toegenomen.

## Kenmerken
De plant wordt 15-80 cm hoog en heeft een korte stengel. De witte of witachtige tot purperachtig-witte bloemen zijn 2,5-3,5 mm lang en hebben een doorsnede van 2-3,5 mm. Er zijn drie afgeronde kroonblaadjes, die 1,5 keer langer zijn als de drie, 1,5-2,5 mm lange kelkblaadjes en zes meeldraden. De rechtopstaande, zijdelings aangehechte stijl is hoogstens even lang als het vruchtbeginsel en hakig naar buiten gebogen. De bloemen zijn geplaatst in kransen die een rechtopstaande pluim vormen. De smalle waterweegbree bloeit van juli tot september. De bloei begint in de ochtend vanaf 7.00/8.00 uur.
De bladeren staan in een rozet. De niet-ondergedoken bladeren zijn eirond of elliptisch tot lijnvormig, hebben een brede voet en de bladschijf is in de steel versmald. De tot 70 cm lange ondergedoken bladeren zijn lijnvormig.
De plant heeft 2,5 mm lange, zijdelings afgeplatte, omgekeerd-eivormige dopvruchten met twee groeven op de rug.

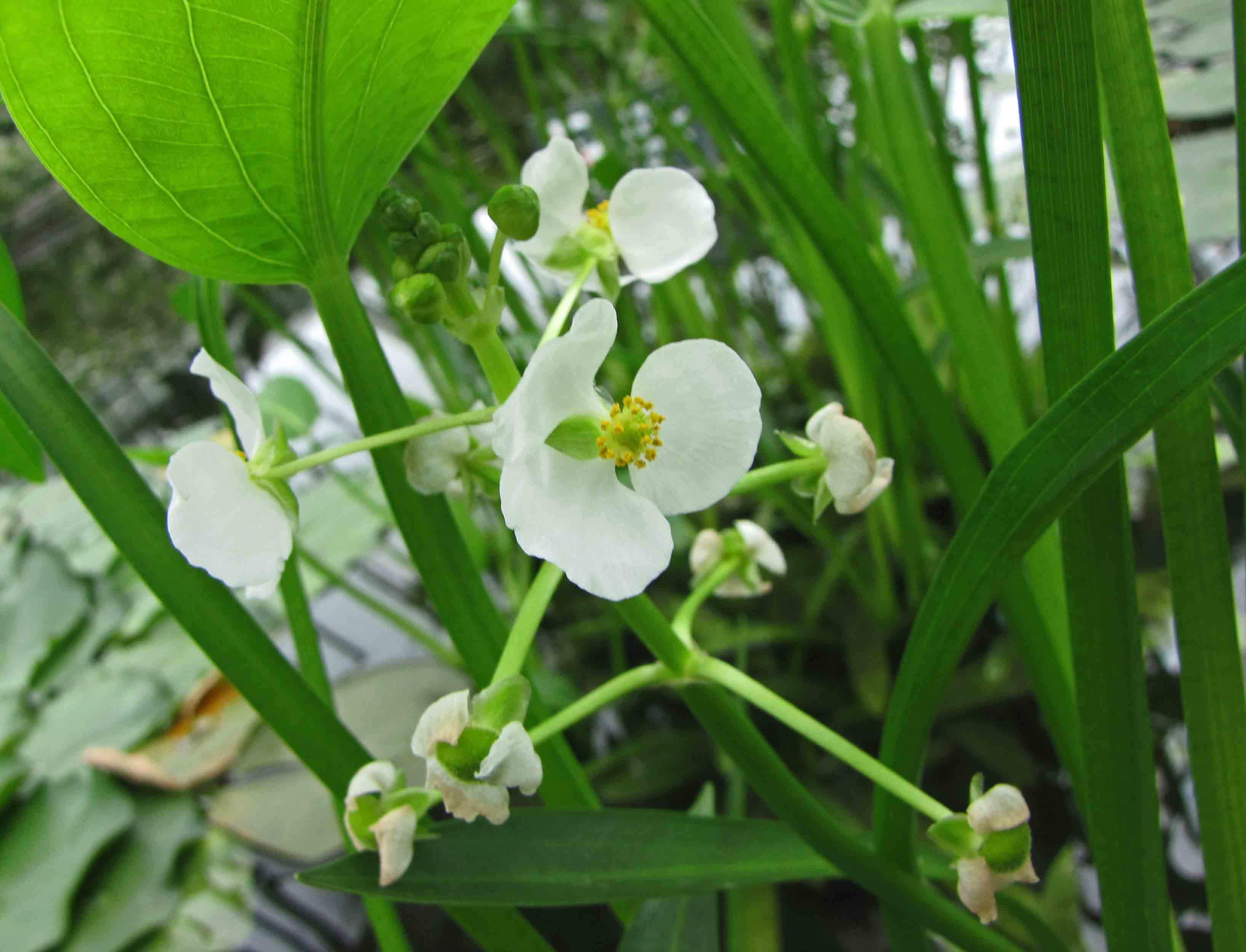
Bloem
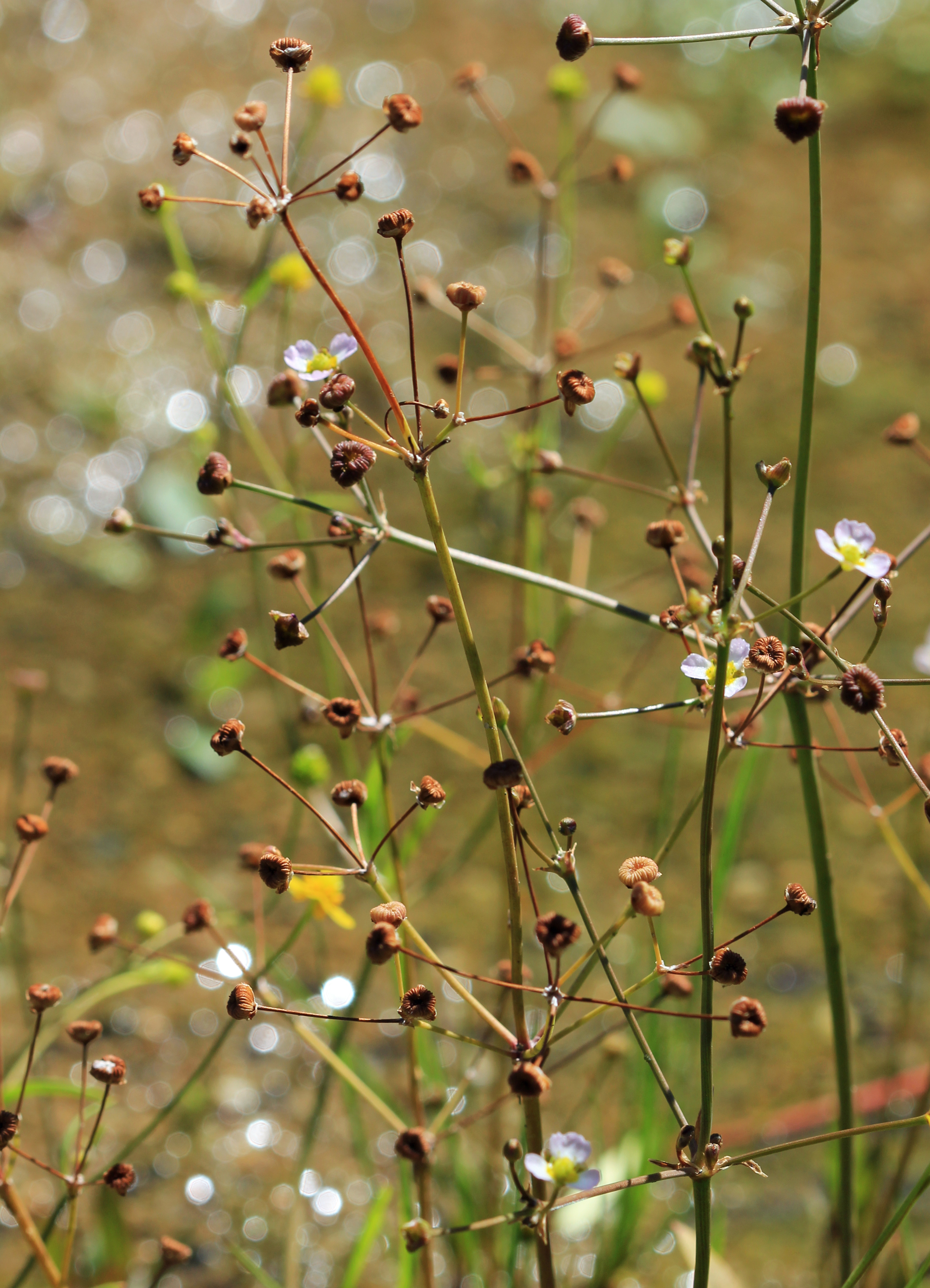
Vruchten

## Voorkomen
De smalle waterweegbree staat in en langs ondiep, min of meer voedselrijk water.